# ソエマツ岳
ソエマツ岳（ソエマツだけ）は、北海道広尾郡大樹町と浦河郡浦河町とにまたがる山である。標高1,625 mの双耳峰で、日高山脈南部にあり日高山脈襟裳十勝国立公園に属する。

## 概要

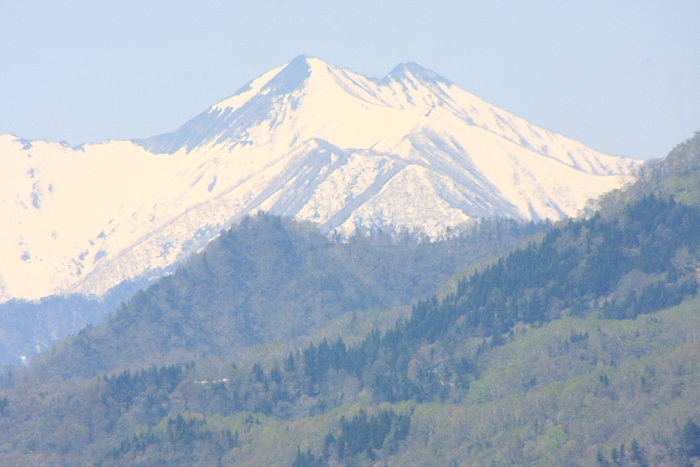
大樹町光地園より遠望するソエマツ岳

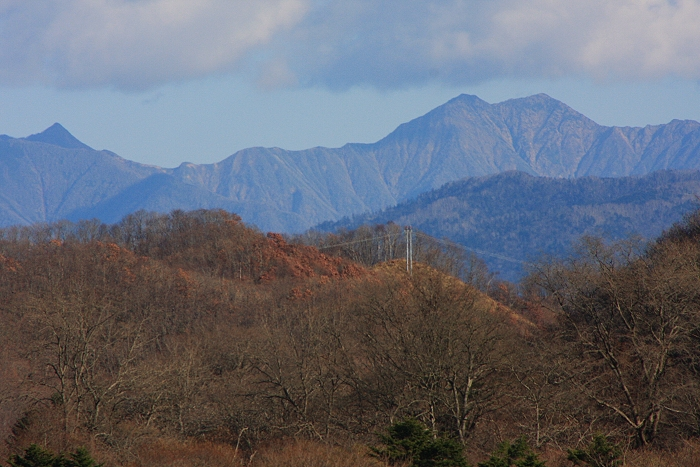
三石鳧舞より遠望するソエマツ岳

神威岳およびピリカヌプリとともに南日高三山と総称され、あたかもヒマラヤヒダを纏っているかのごとく荘厳な山容である。山名の由来は峻険なソエマツ沢の源頭にあることから来ており、「ソエマツ」とはアイヌ語で「滝がそこにある川」を意味する「ソエマップ」が転訛したもの。

## 登山ルート
登山道はなく、神威岳との間の尾根もハイマツのブッシュに覆われた靴幅ほどのナイフリッジで容易に人を寄せ付けない岩稜である。中ノ沢かヌビナイ川右股経由のルートが比較的容易であるが一般向けではない。

## 近隣の山
- 神威岳 (1,600.5 m)
- ピリカヌプリ (1,630.8 m)